# Мардук-апла-уцур
Мардук-апла-уцур (д/н — бл. 770 до н. е.) — цар Вавилону близько 782—770 до н. е. Ім'я перекладається як «Мардуку! Захисти спадкоємця». Перший халдей на вавилонському троні. Відомий за трьома текстами.

## Життєпис
Належав до халдейської знаті з півдня Месопотамії. Дослідники умовно відносять його до династії «Е» (VIII Вавилонської династії). Близько 782 року до н. е., скориставшись смертю ассирійського царя Адад-нірарі III зумів повалити вавилонського царя Мардук-бел-зері (фактично ассирійського намісника), ставши володарем Вавилону.
За правління царя Салманасара IV став самостійним, оскільки ассирійці був втягнуті у запекле протистояння з Урарту.
У 773 році до н. е. зі сходження на ассирійський трон Ашшур-дана III поновилося ассиро-вавилонське протистояння. Відбулося дві військових кампанії. Основні бойові дії тривали біля міст-фортець Гананнате і Марада. Внаслідок поразок влада Мардук-апла-уцура послабилася й його було повалено Еріба-Мардуком.